# Hugh Thomas Miller
Hugh Thomas Miller (* 21. März 1867 im Johnson County, Indiana; † 26. Mai 1947 in Columbus, Bartholomew County, Indiana) war ein US-amerikanischer Politiker. Zwischen 1905 und 1909 war er Vizegouverneur des Bundesstaates Indiana.

## Werdegang
Hugh Miller studierte bis 1888 an der Butler University, an der er danach zwischen 1889 und 1892 das Fach Französisch unterrichtete. In den Jahren 1892 und 1893 studierte er in Paris und Berlin Geschichte. Dieses Fach lehrte er zwischen 1893 und 1899 an der Butler University. Ab 1899 war er im Bankgewerbe tätig. Dort war er als Assistant Cashier bei der Irwin's Bank in Columbus angestellt. Politisch schloss er sich der Republikanischen Partei an und 1902 wurde er Abgeordneter im Repräsentantenhaus von Indiana.
1904 wurde Miller an der Seite von Frank Hanly zum Vizegouverneur von Indiana gewählt. Dieses Amt bekleidete er zwischen dem 9. Januar 1905 und dem 11. Januar 1909. Dabei war er Stellvertreter des Gouverneurs und Vorsitzender des Staatssenats. Im Jahr 1914 kandidierte er erfolglos für den US-Senat. Ab 1910 war er Direktor und Vizepräsident bei der Union Trust Company. Außerdem war er viele Jahre lang einer der Direktoren der Union Starch and Refining Company und der Cummins Engine Company. Er starb am 26. Mai 1947.